# Rattenbeißen

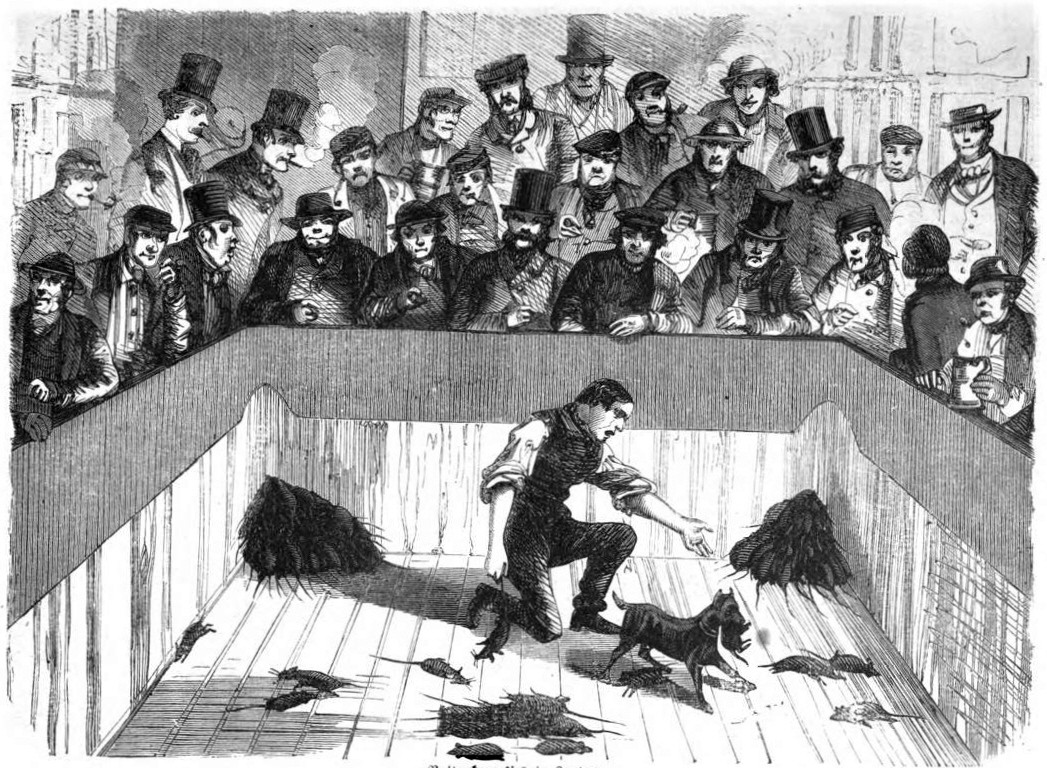
Darstellung eines Rattenbeißwettbewerbs in London (1861)

Rattenbeißen oder rat-baiting (engl. rat – Ratte, baiting – Hetze) ist ein Tierkampf, bei dem Hunde – oft Terrier – mehrere Ratten in möglichst kurzer Zeit totbeißen sollen. Es ist mittlerweile fast überall verboten. Es wurde vor allem im viktorianischen Zeitalter im Vereinigten Königreich populär.

## Geschichte im Vereinigten Königreich
Nachdem der Cruelty to Animals Act 1835 Tierkämpfe zwischen großen Säugetieren wie Bären, Hunden oder Rindern, aber auch Hähnen, verbot, wurde rat-baiting populär. Das letzte öffentliche rat-baiting im Vereinigten Königreich fand 1912 in Leicester statt.

## Geschichte in den Vereinigten Staaten
1820 waren Bear- und Bullbaiting vollständig aus New York City verschwunden. Hahnenkämpfe und Hundekämpfe waren aber weiterhin an der Tagesordnung und nahmen zwischen 1850 und 1870 durch die Ausbreitung der modernen Politik, der Gangs, des Boxsports und Billard sogar noch zu und wurden trotz eines Unterschichtsambientes durch alle Gesellschaftsschichten hinweg goutiert. Trotz eines Verbotes von Tiersportarten im Jahre 1856 im Staat New York wurden deshalb wegen der Protektion durch Oberschichtskreise kaum Verhaftungen gemacht. Blutsport fand mehr oder weniger offen in Kit Burns' Sportsman Hall statt, die 250 bis 400 Zuschauer fassen konnte. Rat-Baiting fand hier sowohl mit Hunden als auch durch Tottreten mit schwerem Schuhwerk statt. Eine Nebenattraktion war „Jack the Rat“, der für 10 Cents Mäusen den Kopf abbiss und Ratten für 25 Cents. Die 1866 nach dem Vorbild der Royal Society for the Prevention of Cruelty to Animals (RSPCA) gegründete American Society for the Prevention of Cruelty to Animals (ASPCA) nahm mit ihrer Ächtung des Blutsports, die Oberschichtssportarten wie Taubenschießen und Fuchsjagd einschloss, direkt Ziel auf die Unterstützer jener Kreise aus den oberen Gesellschaftsschichten. Ihre Arbeit trug jedoch erst weitere zwanzig Jahre später langsam Früchte.

## Belege
1. ↑  1835: 5 & 6 William 4 c.59: Cruelty to Animals Act. In: The Statutes Project. 3. Dezember 2017, abgerufen am 4. November 2024 (britisches Englisch).
2. ↑  Melvin L. Adelman: Pedestrianism, Billiards, Boxing, and Animal Sports. in: Sport in America. From Colonial Leisure to Celebrity Figures and Globalization. Volume II., herausgegeben von David K. Wiggins. Champaign, IL; Windsor, ON; Leeds, UK; Lower Micham, SA; Albany, North Shore City, Auckland, NZ, 2010: Human Kinetics. ISBN 978-0-7360-8561-8 (Seiten 45–83, in Englisch).